# Peng Liyuan
Peng Liyuan (chino: 彭丽媛, pinyin: Peng Liyuan, 20 de noviembre de 1962, Yuncheng, Shandong) es una artista intérprete popular por sus apariciones regulares en la Gala Anual de CCTV de Año Nuevo. Ha obtenido numerosas distinciones en concursos de canto a nivel nacional.
Sus obras más famosas incluyen La gente de nuestro pueblo (父老乡亲), El Monte Everest (珠穆朗玛) y En las llanuras de la esperanza (在 希望 的 田野 上). Peng Liyuan es miembro del Ejército Popular de Liberación de China y actualmente tiene el rango de mayor general. Fue una de las primeras en obtener una maestría en música étnica tradicional, cuando ese grado se estableció por primera vez en la década de 1980. Está casada con el presidente chino, Xi Jinping, con el que tiene una hija.